# ニシアメリカオオコノハズク

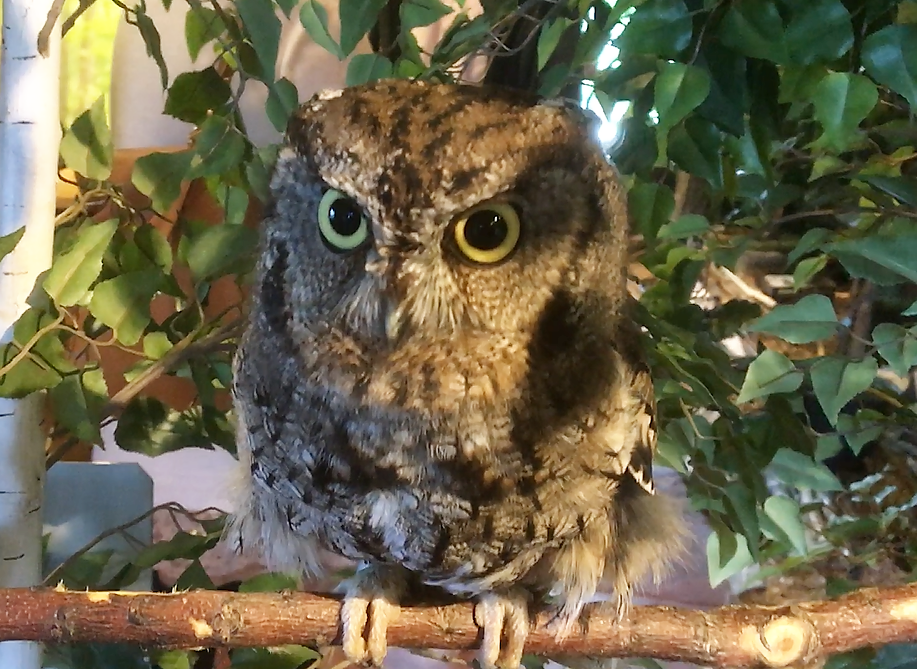
ニシアメリカオオコノハズク

ニシアメリカオオコノハズク（西亜米利加大木葉木菟、Megascops kennicottii）は、フクロウ目フクロウ科Megascops属に分類される鳥類。

## 概要
北アメリカ大陸に生息する比較的小型のフクロウ。カナダからコスタリカまでの北米大陸の広い範囲に分布する。温帯雨林や砂漠、農村、熱帯雨林など、様々な環境に適合する。体型はがっしりしているが、その時の気分（緊張や驚き等）によって、大きく体型を変える事が知られる。夜行性。昼間は周囲の風景に溶け込み、他の鳥や動物が接近しても飛び立たずジッとしていることが多い。成長は雄で22-23cm程度、雌で23-24cm程度に成長する。キツツキが掘った巣穴や、サボテンの空洞などを巣として用いる。

## 生態
主に昆虫類を捕食するが、冬季など虫の数が減ると、小さな齧歯類や鳥類なども捉えるようになる。鳴き声は、喉をゴロゴロ震わせるような、二音から構成される声である。大人しい性格で、北アメリカ原産ではあるが、ペット用として人気があり、日本国内でも販売用に繁殖されている。

## 亜種
9種の亜種が知られている。
- Megascops kennicottii aikeni Brewster, 1891
- Megascops kennicottii bendirei (Brewster, 1882)
- Megascops kennicottii cardonensis (Huey, 1926)
- Megascops kennicottii kennicottii (Elliot, 1867)
- Megascops kennicottii macfarlanei Brewster, 1891
- Megascops kennicottii suttoni (R. T. Moore, 1941)
- Megascops kennicottii vinaceus Brewster, 1888
- Megascops kennicottii xantusi Brewster, 1902
- Megascops kennicottii yumanensis (A. H. Miller & L. Miller, 1951)

## 動画
- カラスに驚いて体型を変化させているニシアメリカオオコノハズクの様子(YOUTUBE)